# مسرشمیت ام۲۸
مسرشمیت ام ۲۸ (به انگلیسی: Messerschmitt M 28) یک هواگرد ساختِ کارخانهٔ مسرشمیت در کشور آلمان است. این هواگرد برای نخستین بار در ۱ ژانویه ۱۹۳۱ میلادی مورد استفاده قرار گرفت.